# Clubul Sportiv Universitar Târgu Mureș 2012-2013
Questa voce raccoglie le informazioni riguardanti il Clubul Sportiv Universitar Târgu Mureș nelle competizioni ufficiali della stagione 2012-2013.

## Organigramma societario
Area direttiva
- Presidente: Mihai Poruţiu

Area tecnica
- Allenatore: Milorad Kijać
- Allenatore in seconda:  Uglješa Šegrt

## Rosa
| N° | Nome                | Ruolo | Data di nascita   | Nazionalità sportiva |
| -- | ------------------- | ----- | ----------------- | -------------------- |
| 1  | Victoriya Grigorova | C     | 25 luglio 1990    | Romania              |
| 2  | Adina Salaoru       | S/O   | 5 agosto 1989     | Romania              |
| 3  | Iuliana Cazamir     | S/O   | 8 dicembre 1994   | Romania              |
| 4  | Anca Paşca          | C     | 20 giugno 1984    | Romania              |
| 5  | Monica Foca         | L     | 5 ottobre 1989    | Romania              |
| 6  | Lorena Ciocian      | P     | 16 settembre 1993 | Romania              |
| 7  | Roxana Iancu        | C     | 14 agosto 1993    | Romania              |
| 11 | Alexandra Pintea    | P     | 15 aprile 1990    | Romania              |
| 12 | Cătălina Poboroniuc | C     | 30 luglio 1993    | Romania              |
| 13 | Gabriela Cvetanova  | S     | 11 aprile 1991    | Bulgaria             |
| 14 | Alexandra Trică     | S     | 21 ottobre 1985   | Romania              |
| 17 | Florentina Ivanciu  | S/O   | 1º dicembre 1993  | Romania              |
| 18 | Carmen Mateaş       | C     | 28 settembre 1991 | Romania              |
| -  | Flavia Peterlicean  | P     | 21 luglio 1993    | Romania              |